# 제46회 금마장
46회 대만 금마장 영화시상식은 2009년 11월 28일 대만 수도 타이베이에서 열렸다. 대만 영화 《불능몰유니》(不能沒有你)가 최우수작품상, 감독상, 각본상, 올해의 대만영화상 등 4개 부문을 수상하며 최다수상작이 되었다. 남우주연상은 《비스트 스토커》의 홍콩배우 장가휘와 《투우》의 중국배우 황보가 공동수상했다. 중국배우 이빙빙은 《바람의 소리》로 여우주연상을 수상했다. 금마장은 홍콩의 금상장, 중국의 금계백화장과 함께 중화권(중국어권)의 3대 영화제의 하나이다. 

## 수상작 리스트
- 46회 금마장 시상식은 2009년 11월 28일 열렸다.

| 부문                  | 수상작(자)                           | 기타 후보작(자)                                             |
| --------------------- | ------------------------------------ | ----------------------------------------------------------- |
| 작품상                | 《불능몰유니》                       | 《투우》,《크레지이 레이서》,《얼굴》,《여몽》              |
| 감독상                | 대립인 《불능몰유니》                | 관호《투후》,채명량《얼굴》,나탁요《여몽》                  |
| 남우주연상            | 장가휘《비스트 스토커》 황보《투우》 | 오언조《여몽》,진문빈《불능몰유니》                         |
| 여우주연상            | 이빙빙《바람의 소리》                | 장용용《양양》, 원천《여몽》, 주신《바람의 소리》           |
| 남우조연상            | 왕학근《매란방》                     | 채진남《老徐的完結篇》,황건위《양양》,장함여《리미의 추측》 |
| 여우조연상            | 혜영홍《심마》                       | 유인상《片刻暖和》,육혁정《一席之地》, 장쯔이《매란방》     |
| 신인상                | 여소군《매란방》                     | 진문빈《불능몰유니》,하사혜《양양》,진연희《청설》          |
| 각본상                | 《不能沒有你》                       | 《크레지이 레이서》,《눈물》,《여몽》                       |
| 각색상                | 《투우》                             | 《바람의 소리》,《米香》                                    |
| 편집상                | 《음악인생》                         | 《불능몰유니》,《斗牛》,《크레지이 레이서》                 |
| 촬영상                | 《남경!남경!》                       | 《투우》,《여몽》,《맥전》                                  |
| 시각효과상            | 《크레이지 레이스》                  | 《大明宮》,《남경!남경!》,《바람의 소리》                   |
| 미술상                | 《얼굴》                             | 《불능몰유니》,《여몽》,《바람의 소리》                     |
| 의상상                | 《얼굴》                             | 《매란방》,《狼灾记》,《바람의 소리》                       |
| 액션감독상            | 홍금보,양소웅 《엽문》               | 《비스트 스토커》,《투우》,《얼굴》                         |
| 음악상                | 《리미의 추측》                      | 《양양》,《여몽》,《맥전》                                  |
| 주제가상              | 《미향》                             | 《양양》,《靑春歌仔》                                       |
| 음향효과상            | 《음악인생》                         | 《양양》,《맥전》,《여몽》                                  |
| 단편영화상            | 《片刻暖和》                         | 《透明的孤獨》,《老徐的完結篇》                             |
| 다큐멘터리상          | 《음악인생》                         | 《野球孩子》,《乘着光影旅行——李屛賓的撮影人生》             |
| 애니메이션상          | (수상작 없음)                        |                                                             |
| 올해의 대만영화상     | 《불능몰유니》                       | 《乘着光影旅行——李屛賓的撮影人生》,《양양》                 |
| 올해의 대만영화인상   | 이용우 (李龍禹)                      | 가오제, 대립인                                              |
| 종신성취상            | 明驥                                 |                                                             |
| 특별공헌상            | 王玨                                 |                                                             |
| 관객투표 최우수영화상 | 《불능몰유니》                       |                                                             |

## 수상 및 후보

### 장편영화상
- 너 없인 살 수 없어 - 대립인 수상
- 투우 - 관호
- 은메달리스트 - 닝 하오
- 얼굴 - 차이밍량
- Like A Dream - 나탁요

### 단편영화상
- Sleeping With Her - Chih Yi Wen 수상
- Invisible Loneliness - Lin Jung Hsien
- Ending Cut - Wu's Production Co.

### 다큐멘터리상
- - CNEX Foundation Limited 수상
- 소년 야구단 - 랴오 칭야오 외1명
- Let The Wind Carry Me - Chiang Hsiu Chiung 외2명

### 감독상
- 너 없인 살 수 없어 - 대립인 수상
- 투우 - 관호
- 얼굴 - 차이밍량
- Like A Dream - 나탁요

### 남우주연상
- 비스트 스토커 - 장가휘 수상
- 투우 - 황보 수상
- 너 없인 살 수 없어 - Chen Wen-Pin
- Like A Dream - 오언조

### 여우주연상
- 바람의 소리 - 리빙빙 수상
- 양 양 - Sandrine Pinna
- Like A Dream - Yolanda Yuan
- 바람의 소리 - 저우쉰

### 남우조연상
- 매란방 - 왕학기 수상
- Ending Cut - Cai Zhen Nan
- 양 양 - Huang Chien-Wei
- 사랑과 죽음의 방정식 - Zhang Han Yu

### 여우조연상
- 새벽의 끝 - 혜영홍 수상
- Sleeping With Her - Liou Yiin Shang
- A Place of One's Own - 육혁정
- 매란방 - 장쯔이

### 신인배우상
- 매란방 - Yu Shao Qun 수상
- 너 없인 살 수 없어 - Chen Wen-Pin
- 양 양 - Her Sy-Huoy
- 청설 - Michelle Chen

### 각본상
- 너 없인 살 수 없어 - 대립인 수상
- 은메달리스트 - Cui Siwei 외6명
- Like A Dream - 방령정 외1명
- 눈물 - 청 원탕

### 각색상
- 투우 - 관호 수상
- 바람의 소리 - 진국부 외1명
- Death Dowry - Gu Xiaoni

### 촬영상
- 난징!난징! - 조욱 수상
- 투우 - 송효비
- Like A Dream - Sion Michel(A.C.S)
- 맥전 - Zhao Xiao Shi

### 편집상
- - Cheung King Wai 수상
- 너 없인 살 수 없어 - 대립인
- 투우 - 공진레이
- 은메달리스트 - 두원

### 미술상
- 얼굴 - Alain-Pascal Hous 외2명 수상
- 너 없인 살 수 없어 - HuaTa-Hua
- Like A Dream - 김원혁
- 바람의 소리 - Shi Haiying 외1명

### 액션감독상
- 엽문 - 홍금보 수상
- 비스트 스토커 - 동위 외1명
- 투우 - 진관룡 외 1명
- 얼굴 - Philippe Decoufle

### 영화음악상
- 사랑과 죽음의 방정식 - Dou Wei 외1명 수상
- 양 양 - 임강
- Like A Dream - 폴 그라보브스키
- 맥전 - Liu Xing

### 주제가상
- Death Dowry - 'For My Heart'- Tao Hong 、Tan Weiwei 수상
- 눈물 - ' Sayonala'- ENNO
- Young Spirit of a Taiwanese opera singer - 'The Flow of Clouds'- Christine Shu

### 분장/의상디자인상
- 얼굴 - Christian Lacroix 외2명 수상
- 랑재기 - 와다 에미
- 매란방 - Chen Tong Xun
- 바람의 소리 - Ye Jingtian

### 시각효과상
- 은메달리스트 - Wang Jianxiong 외2명 수상
- Da Ming Palace - Jiang Weibin 외1명
- 난징!난징! - Don Ma
- 바람의 소리 - Hu Xuan 외1명

### 음향효과상
- - Cheung King Wai 수상
- 양 양 - Tu Duu-Chih
- Like A Dream - Tu Duu-Chih
- 맥전 - Wang Changrui

### 평생공로상
- Ming Ji 수상

### 특별공헌상
- 왕각 수상

### 최우수대만영화상
- 너 없인 살 수 없어 - 대립인 수상
- Let The Wind Carry Me - 박정제
- 양 양 - 청유치에

### 최우수대만영화인상
- Lee Lung-Yue 수상
- 고첩
- 대립인